# Joson Inmingun
Joson Inmingun (en coreano: 조선인민군, Ejército Popular de Corea) es el periódico semanal del Ejército Popular de Corea, las fuerzas armadas de Corea del Norte. Tiene su sede en la capital Pionyang. Fue publicado por primera vez el 10 de julio de 1948.